# Petit Guiglo
Petit Guiglo est une localité de l'ouest de la Côte d'Ivoire et appartenant au département de Guiglo, Région du Moyen Cavally. La localité de Petit Guiglo² est un chef-lieu de commune.